# Drew Sycamore
Drew Kolstrup (født Michelle Katarina Drew Nielsen den 1. juni 1990 i Hvilsom), bedre kendt under kunstnernavnet Drew Sycamore, er en dansk-walisisk sangerinde.
Drew Sycamore voksede op i Hvilsom ved Aalestrup. Efter gymnasiet flyttede hun til England for at studere musik. Her mødte hun tyskeren Philipp Hill og dannede sammen med ham duoen DREWXHILL. Duoen lavede tre EP'er.
Hun debuterede i 2018 som soloartist med nummeret "Keeping Up" og udsendte sit debutalbum Brutal i 2019, hvor numre som "Perfect Disaster" og "Hard To Love" blev udnævnt som P3's Uundgåelige. Drew blev desuden nomineret til Årets Nye Navn og Årets Nye Danske Livenavn til Danish Music Awards 2020.
De tre første singler fra hendes andet album Sycamore, ‘’Take It Back,’’ ‘’I Wanna Be Dancing’’ og ‘’45 Fahrenheit Girl’’ toppede alle den danske airplay chart, imens den fjerde single "Jungle" blev nummer 5 på samme liste. Albummet udkom 28. maj 2021.
I juni 2021 offentliggjorde Gramex at Drew Sycamore var den første og eneste kvinde nogensinde i top 10 over Gramex’ mest spillede danske musikere i radioen.
Drew Sycamore vandt P3 Prisen 2021. Af motivationen for tildelingen af prisen fremgår blandt andet, at hun har "stjernekvalitet". Med hæderen fulgte 100.000 kroner, som deles med "P3 Talentet". Hun vandt samme år to Danish Music Awards for 'Årets danske solist' og 'Årets danske radiohit'  samt en UK Music Video Award for ‘’45 Fahrenheit Girl’.’ I 2022 vandt hun yderligere tre priser til Gaffa Awards samt to priser til Carl Prisen for albummet Sycamore.
Den første single fra albummet Superfaith ‘’Electric Motion‘’ udkom fredag d. 24. Juni 2022. Den blev valgt som P3's Undgåelige og gik direkte ind som nummer ét på den danske airplay chart. Fem dage senere åbnede Drew Sycamore Orange Scene til den 50. udgave af Roskilde Festival. Samme dag offentliggjorde Gramex at hun var den mest spillede danske hovedartist, den syvende mest spillede musiker og havde ‘’I Wanna Be Dancing ‘’ og ‘’45 Fahrenheit Girl’’ i top ti over mest spillede sange på dansk radio i 2021. Sommeren 2022 bød, udover Roskilde Festival, på yderligere 25 festivalkoncerter. Bl.a. Grøn Koncert, SmukFest, Northside, Tinderbox, Jelling Musikfestival, Samsø Festival og Heartland Festival. Den 17. februar 2023 udkom hendes tredje album Superfaith.
Sycamore holdte i 2024 og 2025 pause fra livekoncerter, men udgav den 9. Maj, 2025 sit fjerde album Occurrent Affairs med singlerne ‘’Another Lovesong‘’, der opnåede en andenplads på Airplay Hitlisten og ‘’Lonely Heat‘’, der markerede karrierens femte nummer ét på Airplay Hitlisten.

## Privat
Privat er Drew Sycamore gift med musikeren Mattias Kolstrup, bl.a. kendt fra bandet Dúné. Hun bor i København.

## Diskografi
- Brutal (2019)
- Sycamore (2021)
- Superfaith (2023)
- Occurrent Affairs (2025)

## Priser

### 2021
- P3 Prisen
- 2X Danish Music Awards ('Årets Danske Solist' og 'Årets Danske Radiohit')
- UK Music Video Award (Best Pop Video: Newcomer)

### 2022
- 3X Gaffa Awards ('Årets Danske Udgivelse', 'Årets Danske Popudgivelse' og 'Årets Danske Solist')
- 2x Carl Prisen ('Årets Radiohit' og 'Årets Komponist Inden For Pop')